# Ruellia digitalis
Ruellia digitalis är en akantusväxtart som beskrevs av N.L. Burman. Ruellia digitalis ingår i släktet Ruellia och familjen akantusväxter. Inga underarter finns listade i Catalogue of Life.